# Lutzomyia ruparupa
Lutzomyia ruparupa är en tvåvingeart som beskrevs av Martins A. V., Llanos B. Z., Silva J. E. 1976. Lutzomyia ruparupa ingår i släktet Lutzomyia och familjen fjärilsmyggor. Inga underarter finns listade i Catalogue of Life.